# Fum, Fum, Fum
Fum, Fum, Fum er en traditionel catalansk julesang.
Sangen menes at være skrevet i det 16. eller 17. århundrede. Ordet "fum" betyder "røg" på catalansk og henviser formentlig til røg, der stiger op af skorstenen set fra afstand, eller som foreslået i New Oxford Book of Carols, er en imitering af lyden af en tromme eller måske lyden af en guitar. Sangen er ikke i typisk spansk tradition, men er af catalansk tradition.

## Eksterne links
Kilder
- Fum, Fum, Fum: Frie noder hos  International Music Score Library Project

Lyd
- En folkelig version med malegrinsk accent af det malegrinske band band Música nostra Arkiveret 4. marts 2016 hos  Wayback Machine med en video, eller i en anden version med musikerne Arkiveret 28. marts 2016 hos  Wayback Machine.
- En version fra València af Paco Muñoz og børnekor Arkiveret 23. marts 2015 hos  Wayback Machine
- Version fra Barcelona af Capella de Música de Santa Maria del Pi choral society Arkiveret 3. april 2016 hos  Wayback Machine
- Engelsk version af the Jubilate Ensemble Arkiveret 3. april 2016 hos  Wayback Machine

Tekst
- "El vint-i-cinc de desembre" Arkiveret 5. marts 2012 hos  Wayback Machine

| Musik | Spire Denne musikartikel er en spire som bør udbygges. Du er velkommen til at hjælpe Wikipedia ved at udvide den. |